# Mario Arillo
Mario Arillo (La Spezia, 25 de març de 1912 - La Spezia , 27 de setembre de 2000) va ser un militar italià. Va servir com a oficial a la Regia Marina i a la 10a Flotilla MAS durant la Segona Guerra Mundial amb el rang de capità de corbeta , i va ser condecorat amb la Medalla d'Or al Valor Militar. Després de l'armistici del 8 de setembre de 1943 , es va unir a la República Social Italiana, entrant a la Marina Nacional Republicana. Després de la guerra, va ser sotmès a un procediment de purga i va abandonar la vida militar.

## Biografia
Va néixer a La Spezia el 25 de març de 1912, fill de Gaetano, sotsoficial de la Royal Navy, i Silvia Pirano.Després d'haver quedat tercer entre tots els candidats, l'octubre de 1927 va ingressar com a estudiant a la Reial Acadèmia Naval de Livorno, assistint al penúltim curs que va durar cinc anys. El juliol de 1932 va obtenir el nomenament de guardiamarina i va ser embarcat al creuer pesant Trieste. El juliol de 1933 va ser ascendit a sotstinent de vaixell, embarcant-se a l'explorador  Giovanni da Verrazzano, on va romandre fins a l'octubre de 1934.
El juliol de 1935 va embarcar al destructor Dardo i d'abril a novembre de 1936 va servir com a segon oficial al submarí H-2 amb base a La Spezia. El juliol de 1937 va ser ascendit a tenente di vascello i des de novembre del mateix any fins al juliol de 1938 va embarcar successivament als creuers pesants Trento i Trieste . Al creuer lleuger Duca degli Abruzzi va servir durant sis mesos com a ajudant de bateig de l'almirall Barzaghi, comandant de la 3a Divisió Naval.
De juliol de 1938 a setembre de 1940 va servir a l'Acadèmia Naval i, un cop començada la guerra, es va embarcar al submarí Ettore Fieramosca per a la prevista Escola de Comandament. El 19 de gener de 1941 va assumir el comandament del submarí Ambra. A les 03.07 del 31 de març de 1941 , mentre estava de ruta entre Alexandria i Suda, va enfonsar el creuer lleuger britànic Bonaventure de 5.450 tones amb dos torpedes al nord de Sollum. El creuer es va enfonsar en molt poc temps a la latitud 33°20'N, longitud 26°35'E, després de ser impactat per estribord. 148 homes de la tripulació van perdre la vida en l'enfonsament, mentre que els 310 supervivents van ser recuperats pel destructor Hereward.
El juliol de 1941 , després de l'atac fallit al port de La Valletta per part de la Xª Flottiglia MAS, es va reunir amb el capitano di corvetta Junio Valerio Borghese i es va declarar disposat a unir-se a la Flotilla, delmada en l'atac. Aleshores es va decidir transformar el submarí Ambra per transportar els vehicles d'assalt del SLC.
El 1942 va dur a terme missions audaces per transportar operadors i vehicles especials de la Xª Flottiglia MAS als ports d'Alexandria, el maig de 1942 (Operació GA.4), i Alger, el desembre de 1942 (Operació N.A. 1). Mentre que l'operació contra Alexandria no va tenir èxit, la d'Alger (amb l'ús de tres SLC i deu "homes Gamma") va acabar amb l'enfonsament o els greus danys de quatre vaixells mercants aliats . Per aquesta última operació va ser condecorat amb la Medalla d'Or al Valor Militar, clavada al pit per Sa Majestat el Rei Víctor Manuel III.
El juny de 1943 va anar a Danzig per prendre el comandament del nou submarí S.5 que s'estava preparant. La unitat va ser lliurada formalment a la Regia Marina el 31 de juliol del mateix any, i va mantenir el comandament fins a la proclamació de l'armistici el 8 de setembre del mateix any.
El vespre d'aquell dia era a Danzig sopant amb el cònsol italià i estava temporalment al comandament del Grup de Submarins "S", quan el Comandament del Grup va ser informat de l'incident per les notícies de ràdio de l'EIAR.  Els alemanys, que ja feia diverses hores que coneixien l'armistici, el van convocar immediatament al comandament de la Kriegsmarine exigint peremptòriament el lliurament dels vaixells, però van rebre una clara negativa.  El comandament alemany no va prendre cap mesura i els nou submarins presents i Danzig van romandre en mans italianes, aixecant la tricolor a la costa. El 19 de setembre, les nou unitats van ser lliurades formalment a la Kriegsmarine, mentre que les tripulacions, reunides a bord del vapor Deutschland , havien d'escollir entre unir-se a la República Social Italiana o ser internades en un camp de presoners. Dels aproximadament cinc-cents soldats italians presents, uns seixanta, es van negar a continuar lluitant i van ser internats a Alemanya.
Juntament amb uns quatre-cents mariners va tornar al nord d'Itàlia, unint-se a la Marina Nacional Republicana per convertir-se en un dels ajudants del comandant Borghese, i continuant lluitant fins als darrers dies de la guerra contra els aliats. Va assumir la direcció del Comandament Tirrè, amb seu a Gènova i jurisdicció des de Sanremo fins al front sud. El comandant Arillo va cridar el tinent Mario Rossetto a la Xa Flotilla MAS i al comandament dels departaments de la Marina encara presents a La Spezia.
L'abril de 1945 , poques hores abans del final de la guerra, va tenir un paper important en la salvació del port de Gènova, que els alemanys en retirada volien fer explotar. Va organitzar el desplegament dels homes i vehicles sota el seu comandament dins del port, impedint que ningú entrés o s'hi acostés Capturat al mar per un destructor anglès el 15 d'abril, va ser portat a Gènova i després a Roma , on va arribar el 20 d'abril. Allà va contribuir a la rendició de la X MAS demanant i obtenint que els soldats de la unitat rebessin els honors de guerra. Empresonat primer al camp 209 d'Afragola, va ser enviat a un camp de concentració a Algèria i, un cop va tornar a Itàlia el gener de 1946 , al camp de concentració "S" de Tàrent , del qual va escapar l'abril del mateix any.
En el període immediat de postguerra va participar en les operacions de neteja de mines dels ports italians, però sotmès a un procediment de purga va haver d'abandonar la vida militar, degradat al rang de tinent de vaixell. Posteriorment va ser reintegrat al seu rang anterior per decisió d'una comissió presidida per l'almirall Vladimiro Pini.
Després de deixar la marina es va graduar en enginyeria, però va romandre a la reserva naval, on va aconseguir el rang de capità de fragata i posteriorment de capità de navili. Va morir a La Spezia el 27 de setembre de 2000 .

## Onorificenze
Medalla d'Or al Valor Militar — Reial Decret 28 de març de 1943
 Medalla de Plata al Valor Militar — Reial Decret 17 d'agost de 1941
 Medalla de Plata al Valor Militar — Reial Decret 3 de desembre de 1942
 Medalla de Bronze al Valor Militar — Reial Decret de 17 de desembre de 1942
  Creu de Ferro de 2a classe   (Alemanya nazi)